# Episodi di Within These Walls (terza stagione)
La terza stagione della serie televisiva Within These Walls è stata trasmessa in anteprima nel Regno Unito dalla Independent Television tra il 6 settembre 1975 e il 20 dicembre 1975.
| nº | Titolo originale               | Titolo italiano | Prima TV UK       | Prima TV Italia |
| -- | ------------------------------ | --------------- | ----------------- | --------------- |
| 1  | To Reason Why                  |                 | 6 settembre 1975  |                 |
| 2  | Prison Cat                     |                 | 13 settembre 1975 |                 |
| 3  | Deception                      |                 | 20 settembre 1975 |                 |
| 4  | Babyface                       |                 | 27 settembre 1975 |                 |
| 5  | Long Shadows                   |                 | 4 ottobre 1975    |                 |
| 6  | The Keys                       |                 | 11 ottobre 1975   |                 |
| 7  | A Lurking Doubt                |                 | 18 ottobre 1975   |                 |
| 8  | Mother's Girl                  |                 | 25 ottobre 1975   |                 |
| 9  | A Free Woman                   |                 | 1º novembre 1975  |                 |
| 10 | Getting Out                    |                 | 8 novembre 1975   |                 |
| 11 | Windows                        |                 | 15 novembre 1975  |                 |
| 12 | Get the Glory Down             |                 | 22 novembre 1975  |                 |
| 13 | My Dad Was Called Charlie      |                 | 29 novembre 1975  |                 |
| 14 | Inside Out                     |                 | 15 dicembre 1975  |                 |
| 15 | The Animals Went in Two by Two |                 | 13 dicembre 1975  |                 |
| 16 | On the Second Day of Christmas |                 | 20 dicembre 1975  |                 |